# Recklinghausen
Pour les articles homonymes, voir Recklinghausen (homonymie).
Recklinghausen (en allemand : /ʁɛklɪŋˈhaʊ̯zn̩/,, ? Écouter [Fiche]) est une ville de la région de la Ruhr en Rhénanie-du-Nord-Westphalie, en Allemagne. Elle est le chef-lieu de l'arrondissement de Recklinghausen.

## Situation

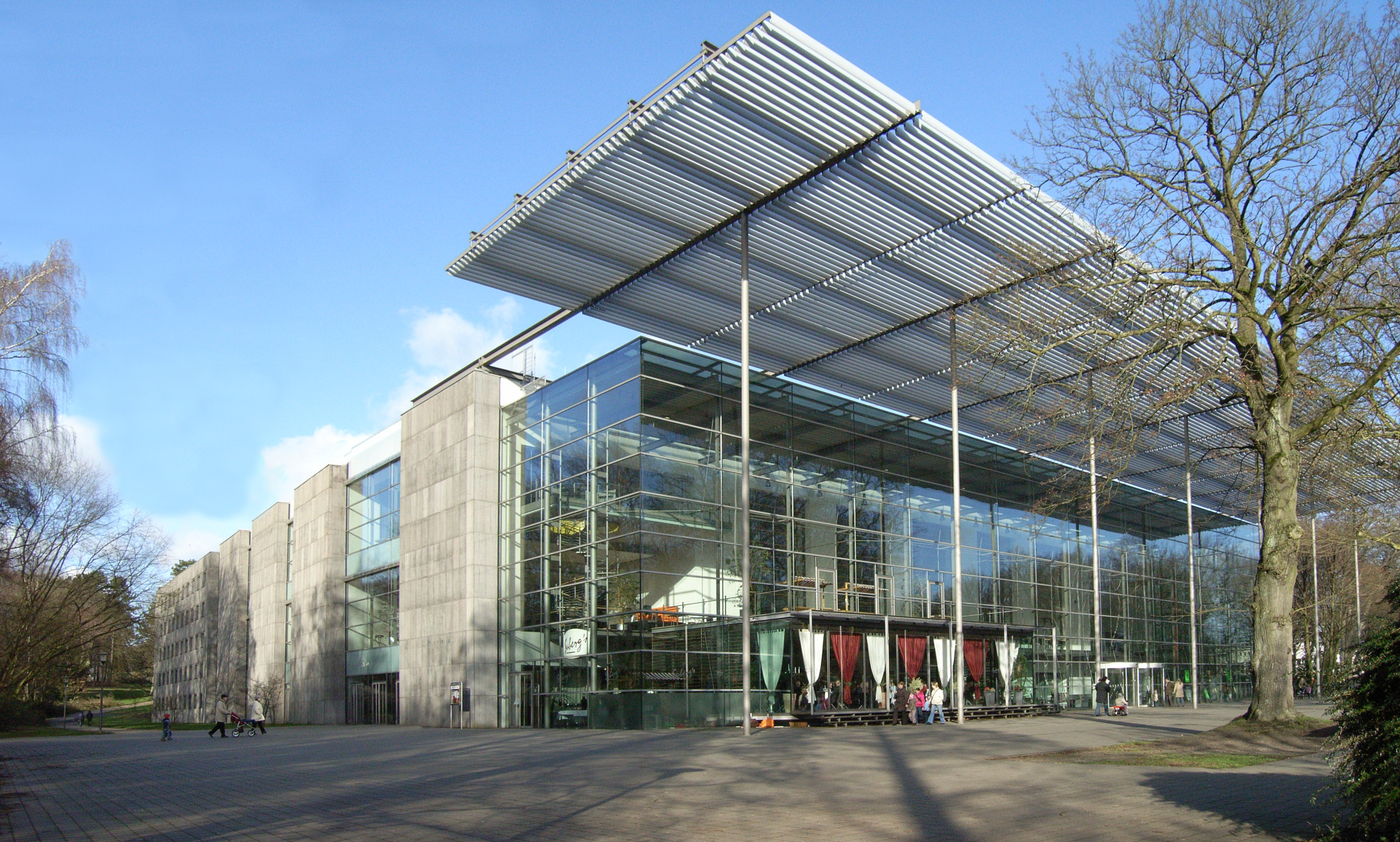
Recklinghausen, théâtre des Ruhrfestspiele

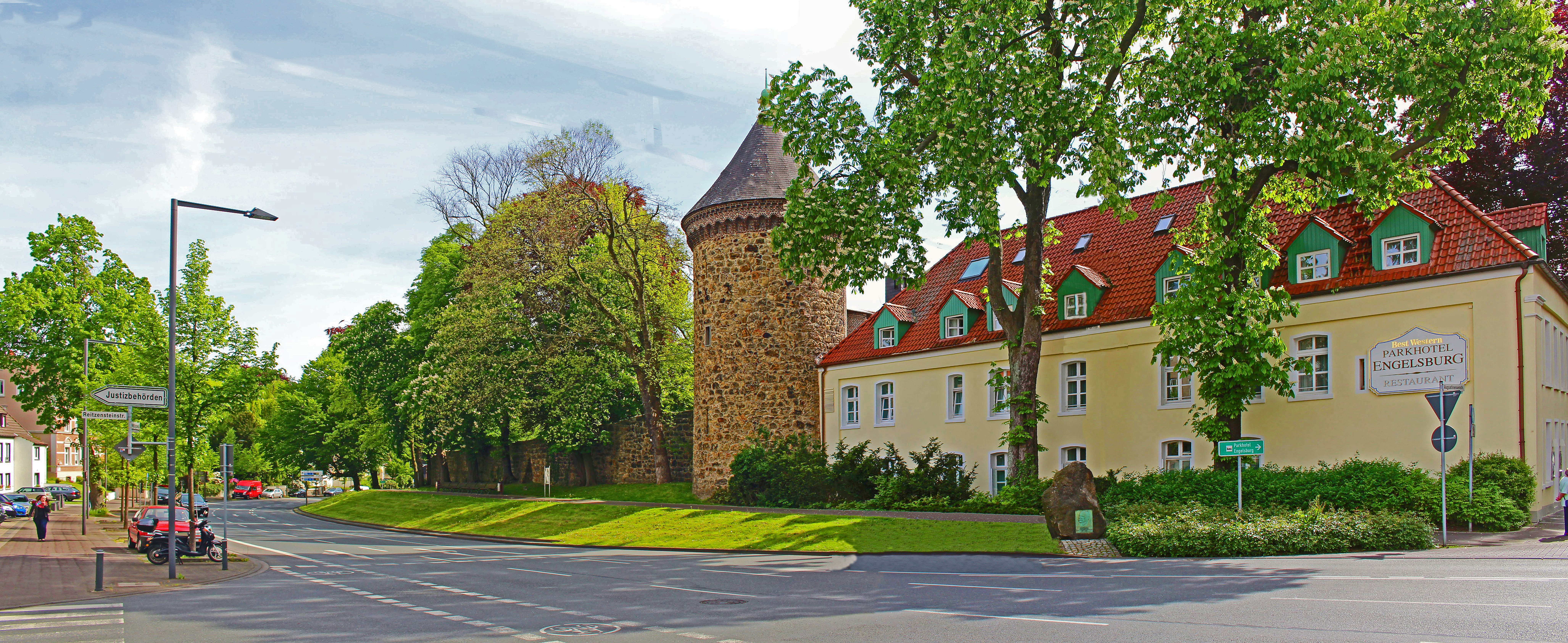
Le mur du Moyen Âge et la maison Engelsburg

Recklinghausen se trouve à la limite nord de la région de la Ruhr, au nord-ouest du land de Rhénanie-du-Nord-Westphalie. C'est une grande ville d'arrondissement, dans l'arrondissement le plus peuplé d'Allemagne, celui de Recklinghausen, dans la circonscription de Münster ; elle en est à la fois la plus grande ville et la capitale. Dans la planification régionale, Recklinghausen est qualifiée de grande ville de région.

## Histoire
| Appartenances historiques Électorat de Cologne 1228-1803 Duché d'Arenberg-Meppen 1803-1810 Grand-duché de Berg 1810-1813 Royaume de Prusse (Province de Westphalie) 1815-1918 République de Weimar 1918-1933 Reich allemand 1933-1945 Allemagne occupée 1945-1949 Allemagne 1949-présent |

En 1236, Recklinghausen a reçu ses privilèges de ville, et en 1316 la ville  devint un membre de la Ligue hanséatique.
Recklinghausen comptait 2 441 habitants en 1816, 20 644 en 1895 et 34 019 en 1900.
Pendant la Seconde Guerre mondiale, la ville de Recklinghausen ne fut pas gravement endommagée et 15% de la ville fut détruit.

## Culture et patrimoine
Comme la ville ne fut guère détruite pendant la Seconde Guerre mondiale, il y a beaucoup de maisons au centre de Recklinghausen, construites pendant le boom économique de la fin du XIXe siècle, qui représente le style de la Gründerzeit. Contrairement au centre, les quartiers au sud de la ville sont empreints de  corons traditionnels modernisés.

### Bâtiments et sites notables
L'Hôtel de Ville, construit en style néo-Renaissance par Paul Wallot et inauguré en 1908, est la marque distinctive de Recklinghausen. Aux temps médiévaux, la ville était ceinte d'un mur une partie duquel est conservée au sud du centre à côté de la maison Engelsburg datante de l'an 1701. Au centre de Recklinghausen il y a plusieurs maisons à colombages intéressantes, p.e. la maison „Gravemanns Hof“ datante de 1522 et la  „Alte Apotheke“, une ancienne pharmacie construite au XVIIIe siècle.
L'Église de Saint-Pierre, l'église la plus ancienne de Recklinghausen, fut construite au XIIIe siècle en style roman. L'église Gastkirche est une petite église catholique construite vers l'an 1403 , et la Gymnasialkirche est une église baroque consacrée aux environs de l'an 1658.

### Musées et théâtres
L'Ikonen-Museum de Recklinghausen (de) est un musée d'icônes orthodoxes, qui compte plus de 1 000 œuvres provenant de Russie, de Grèce et des Balkans, de même que des premiers chrétiens coptes d'Égypte. Le musée se trouve dans une ancienne école construite en 1795 en style du néo-classicisme. Ce musée, le plus important du genre en dehors du monde orthodoxe, fut fondé en 1956, puis rouvert après rénovation en février 2006 pour son 50e anniversaire.
À partir de 1948, le festival international de théâtre Ruhrfestspiele, fondé par la Confédération allemande des syndicats a lieu à Recklinghausen chaque année. Le théâtre Ruhrfestspielhaus fut construit entre 1960 et 1965.

## Jumelages
Recklinghausen est jumelée avec :
- Preston (Royaume-Uni)
- Douai (France)
- Dordrecht (Pays-Bas)
- Akko (Israël)
- Schmalkalden (Allemagne)
- Saint-Leu-d'Esserent (France)

## Personnalités liées à la ville
- Karl-Ernst Schrod, évêque auxiliaire de Trèves de 1894 à 1914, a été élève au Gymnasium Petrinum.
- Engelbert-Marie d'Arenberg, citoyen d'honneur de la ville en 1927.
- Katherine Oppenheimer (1910-1972), botaniste née à Recklinghausen.

## Source, notes et références
1. ↑  Prononciation en allemand standard retranscrite selon la norme API.
2. ↑  (de) Eva-Maria Krech, Eberhard Stock, Ursula Hirschfeld et Lutz Christian Anders, Deutsches Aussprachewörterbuch, Walter de Gruyter, Berlin, New York, 2009, 1076 p. (ISBN 978-3-11-018202-6, présentation en ligne). p. 863
3. ↑  Anton Henze et al.: Reclams Kunstführer, Bd. III, Rheinlande und Westfalen, p. 618. Stuttgart 1959
4. ↑  Dr M. Broesike et al.: Neumanns Orts- und Verkehrslexikon, p. 874. Leipzig 1905.
5. ↑  Erich Keyser: Westfälisches Städtebuch. Verlag Kohlhammer, Stuttgart 1954.
6. ↑  Wilhelm Voss-Gerling: Nordrhein-Westfalen, p. 37. Munich 1971
7. ↑  Wilhelm Voss-Gerling: Niederrhein und Ruhrgebiet, p. 49. Munich 1986
8. ↑  Wilhelm Voss-Gerling: Nordrhein-Westfalen, p. 38. Munich 1971
9. ↑  Karl Baedeker: Deutschland 2000, p. 677. Ostfildern 2000
10. ↑  Karl Baedeker: Deutschland 2000, p. 678. Ostfildern 2000